# Archive I – 1967–1975
Archive I – 1967–1975 ist eine 4-CD-Box der britischen Rockband Genesis und zugleich der erste Teil der Archive-Reihe aus dem Jahr 1998. Archive I deckt die Schaffensperiode von Genesis mit Peter Gabriel als Sänger zwischen 1967 und 1975 ab. Auf den ersten beiden CDs ist eine Liveaufnahme des Konzeptalbums The Lamb Lies Down on Broadway enthalten. Dazu wurde am 24. Januar 1975 in Los Angeles ein Konzert vollständig mitgeschnitten. Da Sänger Peter Gabriel und Gitarrist Steve Hackett bei den Vorbereitungen zur Veröffentlichung des Archivs mit ihren musikalischen Anteilen nicht zufrieden waren, wurden viele Gesangs- und einige Gitarrenspuren 1995 neu eingespielt. Dies gilt auch für die auf der dritten CD enthaltenen Liveaufnahmen von verschiedenen Songs der Progressive-Rock-Phase von Genesis. Auf der vierten CD befinden sich schließlich Aufnahmen aus der Anfangszeit von Genesis gegen Ende der 1960er-Jahre.
Die Phase von Genesis nach dem Ausstieg Peter Gabriels und mit Phil Collins als Sänger wird vom zweiten Teil der Archivreihe, Archive II – 1976–1992, abgedeckt.

## Titelliste

### CD 1
1. The Lamb Lies Down on Broadway
2. Fly on a Windshield
3. Broadway Melody of 1974
4. Cuckoo Cocoon
5. In the Cage
6. The Grand Parade of Lifeless Packaging
7. Back in N.Y.C.
8. Hairless Heart
9. Counting Out Time
10. Carpet Crawlers
11. The Chamber of 32 Doors

### CD 2
1. Lilywhite Lilith
2. The Waiting Room
3. Anyway
4. Here Comes the Supernatural Anaesthetist
5. The Lamia
6. Silent Sorrow in Empty Boats
7. The Colony of Slippermen
8. Ravine
9. The Light Dies Down on Broadway
10. Riding the Scree
11. In the Rapids
12. It

Alle Titel der ersten beiden CDs stammen von einem Mitschnitt eines Konzertes am 24. Januar 1975 in Los Angeles.

### CD 3
1. Dancing with the Moonlit Knight
2. Firth of Fifth
3. More Fool Me
4. Supper’s Ready
5. I Know What I Like (In Your Wardrobe)
6. Stagnation
7. Twilight Alehouse
8. Happy the Man
9. Watcher of the Skies

Ursprung der Aufnahmen der dritten CD:
- Titel 1–5: Konzertmitschnitt aus The Rainbow Theatre im Herbst 1973
- Titel 6: BBC-Aufnahme von 1971
- Titel 7: Erstveröffentlichung als B-Seite der Single I Know What I Like 1974
- Titel 8: Erstveröffentlichung als Single 1972
- Titel 9: Remix des Titels für eine Single-Veröffentlichung 1972

### CD 4
1. In the Wilderness
2. Shepherd
3. Pacidy
4. Let Us Now Make Love
5. Going Out to Get You
6. Dusk
7. Build Me a Mountain
8. Image Blown Out
9. One Day
10. Where the Sour Turns to Sweet
11. In the Beginning
12. The Magic of Time
13. Hey!
14. Hidden in the World of Dawn
15. Sea Bee
16. The Mystery of the Flannan Isle Lighthouse
17. Hair on the Arms and Legs
18. She Is Beautiful
19. Try a Little Sadness
20. Patricia

Alle Titel auf der vierten CD stammen aus der Frühphase von Genesis zwischen 1967 und 1970. Es handelt sich um Remixe der Titel des Debütalbums, Demoaufnahmen, Liveversionen und Singles.

## Chartplatzierungen
| ChartsChartplatzierungen     | Höchstplatzierung | Wochen |
| ---------------------------- | ----------------- | ------ |
| Deutschland (GfK)            | 75 (1 Wo.)        | 1      |
| Vereinigtes Königreich (OCC) | 35 (1 Wo.)        | 1      |

## Besetzung
- Tony Banks – Keyboard, Gesang
- Phil Collins – Schlagzeug, Gesang
- Mike Rutherford – Bass, Gitarre, Gesang
- Steve Hackett – Gitarre
- Peter Gabriel – Gesang, Flöte
- Anthony Phillips – Gitarre, Gesang (CD 4)
- John Mayhew – Schlagzeug (CD 4, Titel 3–6)
- John Silver – Schlagzeug (CD 4, Titel 1 & 7–12)